# М'єрсіг
М'єрсіг (рум. Miersig) — село у повіті Біхор в Румунії. Входить до складу комуни Хусасеу-де-Тінка.
Село розташоване на відстані 427 км на північний захід від Бухареста, 21 км на південь від Ораді, 133 км на захід від Клуж-Напоки, 133 км на північ від Тімішоари.

## Населення
За даними перепису населення 2002 року у селі проживали 409 осіб.
Національний склад населення села:
| Національність | Кількість осіб | Відсоток |
| -------------- | -------------- | -------- |
| румуни         | 396            | 96,8%    |
| угорці         | 11             | 2,7%     |

Рідною мовою назвали:
| Мова      | Кількість осіб | Відсоток |
| --------- | -------------- | -------- |
| румунська | 397            | 97,1%    |
| угорська  | 9              | 2,2%     |